# Helge Liljebjörn
Helge Valentin Liljebjörn, född 16 augusti 1904 i Göteborg, Sverige, död 2 maj 1952 i Göteborg, var en svensk fotbollsspelare (halvback) som representerade Gais och spelade 13 A-landskamper för Sverige.

## Karriär
Liljebjörn spelade i Majornas IK åren 1926–1928, och gick sedan till Gais inför säsongen 1928/1929. Han blev svensk mästare med klubben säsongen 1930/1931, och bildade i början av 1930-talet en klassisk halvbackstrio tillsammans med Harry "Båten" Johansson och Carl Johnsson. Totalt gjorde han 181 allsvenska matcher för Gais (7 mål).
Liljebjörn beskrivs som stark, teknisk och en bra huvudspelare. Han var en god spelmotor på mittfältet, men kunde också flyttas runt i laget efter behov.
Under åren 1941–1943 var Liljebjörn tränare för sitt Gais. I det civila var han elektriker.

### Landslagskarriär
Liljebjörn spelade under åren 1929–35 sammanlagt 13 landskamper (0 mål) för Sverige. Han var uttagen till VM 1934, men fick ingen speltid i mästerskapet.
1932 tog han emot Stora grabbars märke.